# USS Balao (SS-285)
Za druga plovila z istim imenom glejte USS Balao.
USS Balao (SS-285) je bila jurišna podmornica razreda balao v sestavi Vojne mornarice Združenih držav Amerike.
Bila je prva podmornica svojega razreda, po kateri je le-ta dobil ime.

## Zanimivosti
Podmornico so uporabili za snemanje filma Operation Petticoat iz leta 1959. Večino časa je bila prebarvana v roza barvo.